# ديفيد هيل هاوس بيل
ديفيد هيل هاوس بيل (بالإنجليزية: David Hillhouse Buel)‏ (و. 1862 – 1923 م) هو كاهن كاثوليكي، وكاهن، ومدرس، ومدير أكاديمي أمريكي، ولد في Watervliet Arsenal ‏، توفي في نيويورك، عن عمر يناهز 61 عاماً ، بسبب ذات الرئة.

## مناصب
تولى منصب President of Georgetown University ‏ 1905–أغسطس 1908
.

## التعليم
تعلم في كلية وودستوك ‏ حتى 1898، وتعلم في مدرسة ويليستون نورثامبتون ‏ حتى 1879، وتعلم في جامعة ييل، وتحصل منها على بكالوريوس في الفنون 1879–1883، وتعلم في St. Stanislaus Novitiate ‏
.